# Caloptilia dubatolovi
Caloptilia dubatolovi är en fjärilsart som beskrevs av Seksjaeva V.Baryshnikova 2007. Caloptilia dubatolovi ingår i släktet Caloptilia och familjen styltmalar. Inga underarter finns listade i Catalogue of Life.